# Президент на Австрия
Австрийският федерален президент (на немски: Österreichischer Bundespräsident) е федерален държавен глава на Австрия. Избира се директно чрез всеобщи преки избори на всеки 6 години. Неговото седалище се намира в „Нойбургското крило“ на Императорския дворец „Хофбург“ във Виена.

## История
Длъжността на президента е създадена през 1920 г. след разпадането на Австро-Унгарската империя и Хабсбургската монархия през 1918 г. Като държавен глава президентът наследява председателството на Учредителното събрание – постмонархическият временен законодателен орган. Първоначално предназначен да бъде избиран пряко от австрийския народ чрез всеобщо избирателно право на всеки шест години, президентът вместо това се назначава от законодателното Федерално събрание до 1951 г., когато Теодор Кьорнер става първият всеобщо избран президент. От институцията на народното гласуване само кандидати на Социалдемократическата партия и Народната партия са избирани за президент, с изключение на подкрепения от Зелените президент Александър Ван дер Белен.
Президентът назначава канцлера, вицеканцлера, министрите, държавните секретари и съдиите от върховните съдилища. Президентът може също да отстрани канцлера и кабинета по всяко време. Президентът също подписва законопроекти и е упълномощен да разпуска Националния съвет и законодателните органи, да подписва договори с чужди държави, да управлява чрез извънреден указ и да командва въоръжените сили. Повечето от тези президентски правомощия никога не са били прилагани.
Основната резиденция и работно място на президента е Леополдинското крило на императорския дворец Хофбург, разположено във Виена.

## Списък на президентите
| №                                                                       | име                      | портрет | срок на мандата                    | партия                 |
| ----------------------------------------------------------------------- | ------------------------ | ------- | ---------------------------------- | ---------------------- |
| 1                                                                       | Майкъл Хайниш            |         | 9 декември 1920 – 10 декември 1928 | Безпартиен             |
| 2                                                                       | Вилхелм Миклас           |         | 10 декември 1928 – 13 март 1938    | ХСП-ОФ                 |
| Австрия е част от Нацистка Германия от 12 март 1938 до 13 април 1945 г. |                          |         |                                    |                        |
| 3                                                                       | Карл Ренер               |         | 29 април 1945 – 31 декември 1950   | Социалистическа партия |
| 4                                                                       | Теодор Кьорнер           |         | 21 юни 1951 – 4 януари 1957        | Социалистическа партия |
| 5                                                                       | Адолф Шерф               |         | 22 май 1957 – 28 февруари 1965     | Социалистическа партия |
| 6                                                                       | Франц Йонас              |         | 9 юни 1965 – 24 април 1974         | Социалистическа партия |
| 7                                                                       | Рудолф Кирхшлегер        |         | 8 юли 1974 – 8 юли 1986            | Безпартиен             |
| 8                                                                       | Курт Валдхайм            |         | 8 юли 1986 – 8 юли 1992            | Безпартиен             |
| 9                                                                       | Томас Клестил            |         | 8 юли 1992 – 6 юли 2004            | Безпартиен             |
| 10                                                                      | Хайнц Фишер              |         | 8 юли 2004 – 8 юли 2016            | Безпартиен             |
| 11                                                                      | Александър Ван дер Белен |         | 26 януари 2017 –                   | Безпартиен             |